# Бабімост
Бабімост (пол. Babimost, нім. Bomst) — місто в західній Польщі.
Належить до Зельоногурського повіту Любуського воєводства.

## Демографія
Демографічна структура станом на 31 березня 2011 року:
|          | Загалом | Допрацездатний вік | Працездатний вік | Постпрацездатний вік |
| -------- | ------- | ------------------ | ---------------- | -------------------- |
| Чоловіки | 1993    | 439                | 1356             | 198                  |
| Жінки    | 2056    | 381                | 1255             | 420                  |
| Разом    | 4049    | 820                | 2611             | 618                  |